# Definition of Real
Pour les articles homonymes, voir Définition (homonymie).
Albums de Plies
The Real Testament
(2007) Da Realest
(2009)
Singles
1. Bust It Baby Pt. 2
Sortie : 2008
2. Please Excuse My Hand
Sortie : 10 juin 2008

Definition of Real est le deuxième album studio de Plies, sorti le 10 juin 2008.
L'album s'est classé 2e au Billboard 200 et au Top R&B/Hip-Hop Albums et 5e au Top Internet Albums et a été certifié disque d'or par la RIAA le 14 octobre 2008.

## Liste des titres
| No  | Titre                                                                                         | Contient un (des) sample(s) de                                | Durée |
| --- | --------------------------------------------------------------------------------------------- | ------------------------------------------------------------- | ----- |
| 1.  | I'm da Man (featuring Trey Songz – Produit par Drumma Boy)                                    |                                                               | 3:49  |
| 2.  | Ol' Lady (Produit par BC of Necronam et Nightrydas)                                           |                                                               | 3:35  |
| 3.  | Bushes (Produit par Midnight Black)                                                           |                                                               | 4:12  |
| 4.  | Worth Goin' Fed Fo (Produit par Bryan Tyson)                                                  |                                                               | 3:59  |
| 5.  | Dat Bitch (Produit par DVS)                                                                   |                                                               | 3:33  |
| 6.  | Somebody (Loves You) (Produit par Rodnae)                                                     | Somebody Loves You Baby (You Know Who It Is) de Patti LaBelle | 4:38  |
| 7.  | Feel Like Fuckin' (Produit par Bryan Tyson)                                                   |                                                               | 4:15  |
| 8.  | Watch Dis (Produit par Drumma Boy, Dwight Watson, Howard Coney et Ben Franklin)               |                                                               | 3:29  |
| 9.  | Who Hotter Than Me (Produit par Midnight Black)                                               |                                                               | 3:28  |
| 10. | 1 Day (Produit par Bryan Tyson)                                                               |                                                               | 3:51  |
| 11. | Bust It Baby (Part 2) (featuring Ne-Yo – Produit par J.R. Rotem)                              | Come Back to Me de Janet Jackson                              | 4:01  |
| 12. | Shit Bag (Produit par Bryan Tyson)                                                            |                                                               | 3:34  |
| 13. | Please Excuse My Hands (featuring The-Dream et Jamie Foxx – Produit par DJ Frank E et Oligee) |                                                               | 4:24  |
| 14. | Rich Folk (Produit par Pentagon Productions)                                                  |                                                               | 4:03  |
| 15. | Number 1 Fan (featuring Keyshia Cole et J. Holiday – Produit par DJ Nasty & LVM)              |                                                               | 3:57  |

| 16. | Thug Section (Produit par Kane Beatz)   | 4:50 |
| 17. | Die Together (Produit par Bryan Tyson)  | 3:09 |
| 18. | Bust It Baby (Part 1) (Produit par DVS) | 3:14 |